# 1776 w sztukach plastycznych
Wydarzenia w sztukach plastycznych i wizualnych w 1776 roku.

## Malarstwo

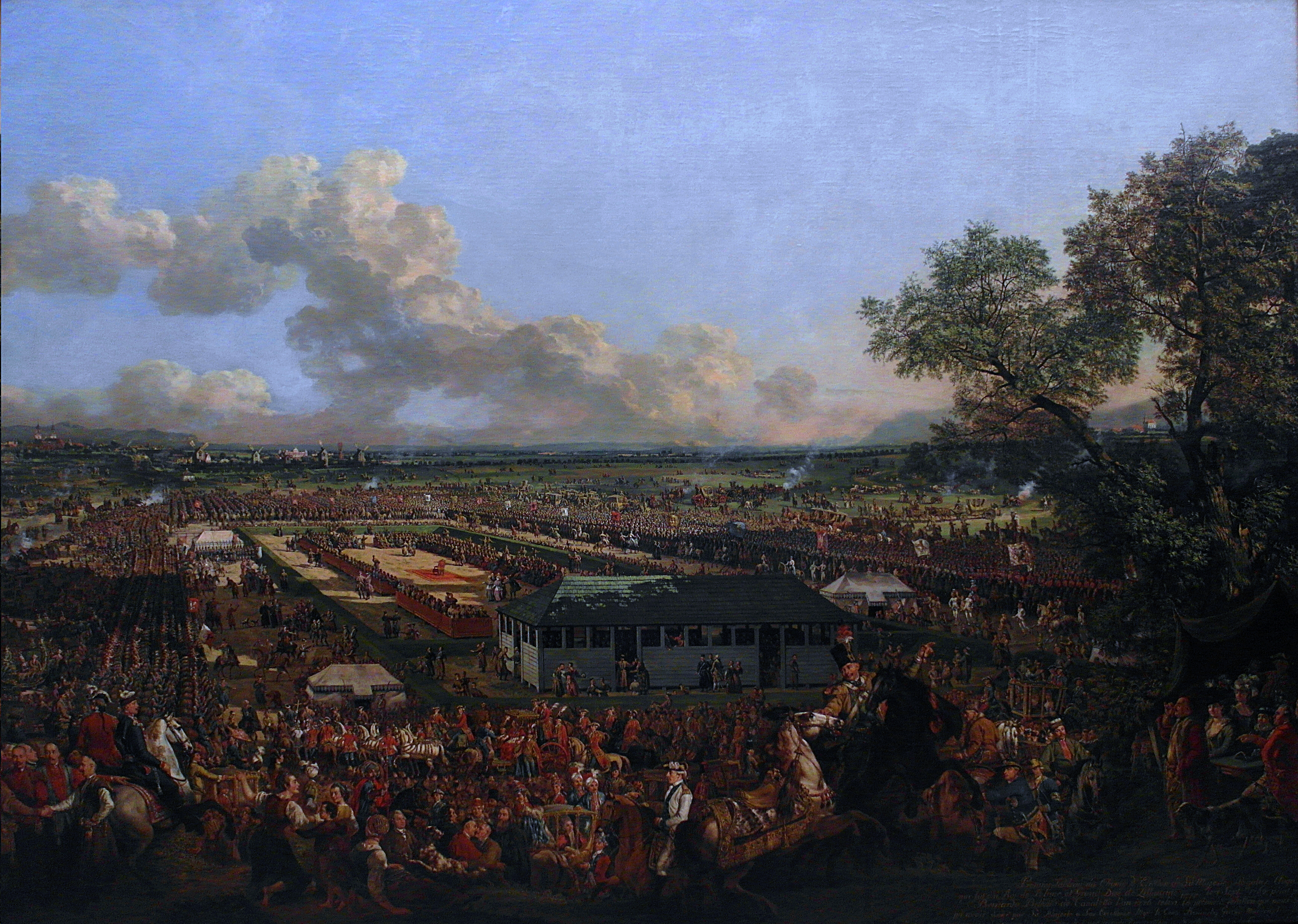
Bernardo Bellotto, Elekcja Stanisława Augusta na Woli

- Bernardo Bellotto

Elekcja Stanisława Augusta na Woli – olej na płótnie, 178 × 248 cm, Muzeum Narodowe w Poznaniu